# Damascio
Damascio (in greco antico: Δαμάσκιος?, Damáskios, in latino Damascius; Damasco, 450 circa – Alessandria d'Egitto, dopo il 533) è stato un filosofo bizantino.

## Biografia
Vissuto tra la seconda metà del V secolo e la prima metà del VI secolo, le notizie sulla sua vita provengono da una sua opera (Vita di Isidoro, biografia del suo predecessore nel ruolo di scolarca dell'Accademia di Atene) e dalle Storie di Agazia. 
Nacque a Damasco e si trasferì da giovane ad Alessandria d'Egitto, dove studiò ed insegnò prima retorica e poi filosofia. Ad Alessandria fu allievo di Ermia di Alessandria, dei suoi figli Ammonio ed Eliodoro e, appunto, di Isidoro di Alessandria.
Emigrato ad Atene, dove fu allievo di Marino di Neapoli, Damascio fu posto a capo dell'Accademia di Atene intorno al 520. 
Di fatto, fu l'ultimo scolarca dell'Accademia di Atene ed è spesso considerato anche l'ultimo dei filosofi neoplatonici: infatti, quando Giustiniano, nel 529, chiuse l'Accademia, Damascio, con altri sei filosofi, accettò l'invito a recarsi alla corte sasanide. 
Nel 532 gli fu permesso di tornare e si crede che si sia recato ad Alessandria, anche se non si conosce con precisione l'anno della morte.

## Pensiero
Damascio si propone di liberare il pensiero platonico dalle incrostazioni mistico-religiose che aveva assunto negli ultimi tempi. Le pratiche magiche e teurgiche avevano oscurato l'aspetto dialettico razionale del platonismo che Damascio vuole riportare all'originale purezza con il Trattato sui Primi Principi e nello stesso tempo riportare alla luce l'aspetto metadialettico ed irrazionale della filosofia greca attingendo alla tradizione sapienziale orientale. Tutto questo allo scopo di offrire un'alternativa al nuovo messaggio cristiano.  Platone viene quindi inserito in una linea d'interpretazione che va da Orfeo a Pitagora e a Platone stesso fondatore di una nuova teologia greca nata dai riti misterici e approdata al logos che l'ha conservata al suo interno. A questo scopo  sia Proclo sia Damascio fanno riferimento non solo a Platone, ierofante delle verità filosofiche ma anche ad Aristotele come il creatore degli strumenti logici adatti a penetrare ancora più sottilmente il pensiero del suo maestro. Ma in questo modo Aristotele viene completamente reinterpretato alla luce delle religioni orientali. Termini puramente aristotelici come  ad esempio quelli di atto e potenza, sostanza ed accidente, sono ora riletti in un ambiente mentale completamente cambiato dove la dimensione aristotelica del finito è mutata in quella dell'illimitato.
Allontanandosi dal pensiero del suo maestro Proclo, che ai suoi tempi dominava la scuola neoplatonica, Damascio riprende e sviluppa la precedente posizione di Giamblico. Egli pone anteriormente all'Uno un altro principio totalmente ineffabile e trascendente, del quale non può dirsi neppure se sia conoscibile o meno. L'ascesa intellettuale, prospettata dal filosofo, si conclude infatti nell'assoluto silenzio dell'ineffabile abisso della divinità; alcuni studiosi hanno ravvisato, in questa dottrina, delle affinità con il pensiero indiano.

## Opere
Di Damascio sono a noi pervenute, per tradizione diretta, innanzitutto le Ἀπορίαι καὶ λύσεις περὶ τῶν πρώτων ἀρχῶν (Aporie e soluzioni sui primi principî), opera principale, conservata nei manoscritti greci appartenuti al cardinal Bessarione).
In essa, Damascio esamina la natura e gli attributi di Dio e dell'anima umana. Quest'analisi è piuttosto divergente dal resto del neoplatonismo, poiché mette in evidenza numerose aporie e si risolve in un accentuato misticismo dominato dall'apofatismo; l'opera, inoltre, non presenta alcuna polemica contro il Cristianesimo, alle cui dottrine, infatti, Damascio non allude mai.
In questo trattato, Damascio indaga sul primo principio di tutte le cose, che ritiene essere una profondità insondabile ed inesprimibile, un Tutto-in-Uno. Il risultato principale è che Dio è infinito, e come tale, incomprensibile; che i suoi attributi di bontà, conoscenza e potenza sono accreditati a lui solo dall'inferenza dai loro effetti; che quest'inferenza è logicamente valida e sufficiente. Damascio insiste completamente sull'unità e l'indivisibilità di Dio, in contrasto con Porfirio, che aveva ammesso non solo una Triade, ma anche una Enneade (nove volte tanto la persona).
Quest'opera è, inoltre, di grande importanza per la storia della filosofia, a causa del grande numero di citazioni da filosofi precedenti, e, assieme agli scritti di Proclo, risulta fra le più ricche fonti contenenti frammenti degli Oracoli caldaici.
Come i suoi predecessori, Damascio si occupò anche di alcuni importanti lavori esegetici, quali il Commentario sul "Parmenide" di Platone, il Commentario sul "Fedone" di Platone (erroneamente attribuito a Olimpiodoro) e il Commentario sul "Filebo" di Platone (erroneamente attribuito anch'esso a Olimpiodoro).
Al maestro, Damascio aveva dedicato una Vita di Isidoro, come detto pervenuta frammentariamente, citata da scrittori successivi per le preziose notizie sull'ambiente alessandrino del tardo V secolo.
Sono, invece, perdute opere come il Commentario sulla "Repubblica" di Platone, il Commentario sul "Timeo" di Platone, il Commentario sul "I Alcibiade" di Platone, il Commentario sulle "Leggi" di Platone.
Damascio si dedicò anche ad Aristotele, con un Commentario sul "Cielo" di Aristotele e gli scritti (citati da Simplicio) sul tempo, lo spazio e i numeri, che dovrebbero far parte di altri commentarî aristotelici.
Al suo interesse mistico risale il perduto Commentario sugli "Oracoli caldaici", così come, forse, i Logoi Paradoxoi in 4 libri, raccolta paradossografica di cui è pervenuto un brevissimo riassunto di Fozio.

### Presunta autorialità di Damascio delCorpus Dionysiacum
A partire dal 2006, il filologo bizantinista Carlo Maria Mazzucchi, dell'Università Cattolica del Sacro Cuore di Milano, ha sostenuto con vigore che Damascio sia stato l'autore del Corpus Dionysiacum (o Areopagiticum), ossia quell'insieme di scritti teologici cui per secoli l'attribuzione a Dionigi Areopagita ha garantito il successo ma che sono oggi concordemente attribuiti a un autore dell'inizio del VI secolo convenzionalmente denominato Pseudo-Dionigi Areopagita. La proposta è stata oggetto di discussione nel mondo accademico, con studiosi che si sono schierati a favore o contro di essa, oppure hanno mantenuto una posizione neutrale.

## Edizioni e traduzioni
- Damascio, Intorno ai primi principi. Aporie e soluzioni, testo greco e traduzione a cura di Tiziano F. Ottobrini, Brescia, Morcelliana, 2022.
- Damascius, Traité des premiers principes, testo stabilito da L. G. Westerink e introdotto, tradotto e annotato da J. Combés, 3 voll., Les Belles Lettres, Paris 1986-1991, rist. 2002.
- Damascius, Commentaire du Parménide de Platon, testo stabilito da L. G. Westerink, introdotto, tradotto e annotato da J. Combès, con la collaborazione di A.-Ph. Seconds, 4 voll., Paris 1997-2003.
- Damascius, The Philosophical History [Vita di Isidoro], testo con traduzione e note di Polymnia Athanassiadi, Apamea Cultura Association, Athens, 1999.
- Westerink, L. G. (ed.), The Greek commentaries on Plato's Phaedo, vol. II [Damascius], North-Holland, Amsterdam, 1977.
- Westerink, L. G. (ed.), Lectures on the Philebus wrongly attributed to Olympiodorus, North-Holland, Amsterdam, 1959.
- Zintzen, C. (ed.), [Damascii] Vitæ Isidori reliquiæ (Bibliotheca græca et latina I), Olms, Hildesheim, 1967.